# ロムスチン
ロムスチン(Lomustine、Chlorethyl-Cyclohexyl-Nitroso-Urea)は、化学療法に用いられるアルキル化ニトロソウレアである。ストレプトゾトシンと同じ分類である。脂質に非常に溶解しやすく、そのため血液脳関門を通過できる。この性質のため、脳腫瘍の治療に適しており、主に用いられている。ロムスチンは、白血球の数が最少になるまでの時間が長い。
化学療法レジメンにおいては、”PCV”の”C”に当たる。

## 合成

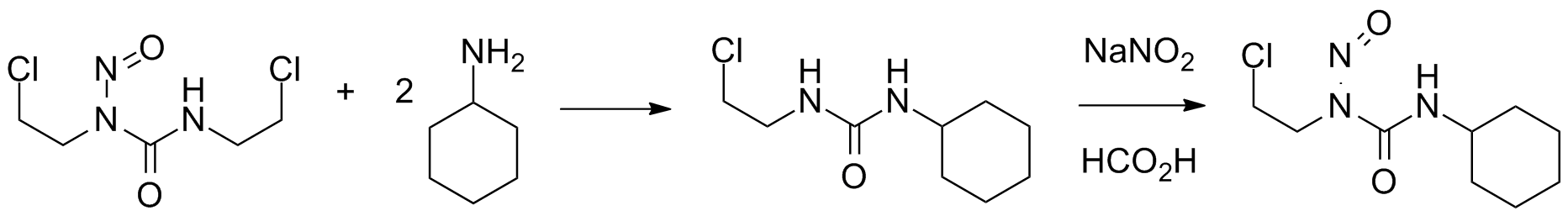
ロムスチンの合成: